# 1542
Évszázadok: 15. század – 16. század – 17. század
Évtizedek: 1490-es évek – 1500-as évek – 1510-es évek – 1520-as évek – 1530-as évek – 1540-es évek – 1550-es évek – 1560-as évek – 1570-es évek – 1580-as évek – 1590-es évek
Évek: 1537 – 1538 – 1539 – 1540 –  1541 – 1542 – 1543 – 1544 – 1545 – 1546 – 1547

## Események

### Határozott dátumú események

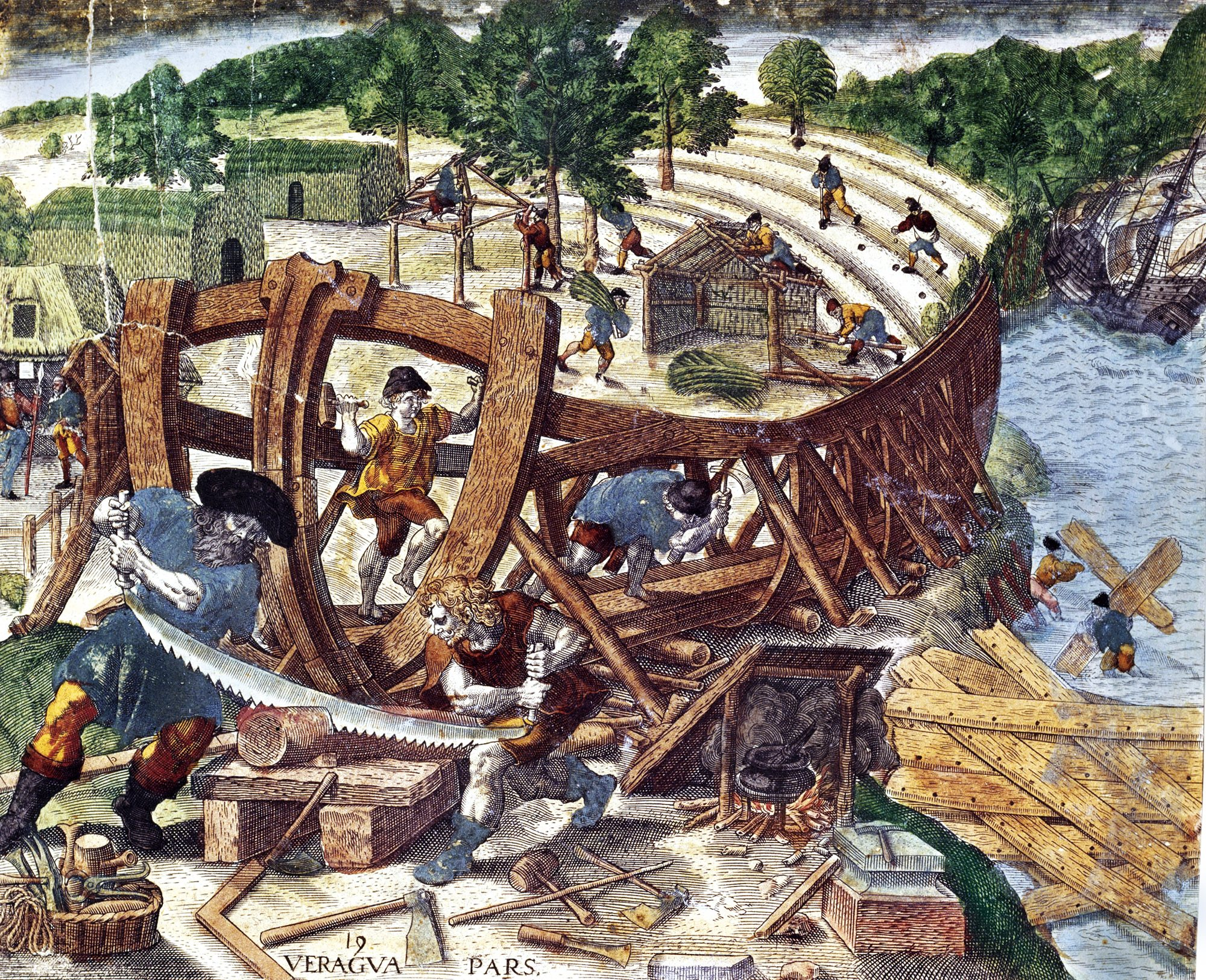
Az Orellana-féle expedíció tagjai építik a San Pedro nevű bárkát, amelyen aztán az Amazonas torkolatáig hajóztak

- február 13. – VIII. Henrik angol király lefejezteti feleségét, Howard Katalint, miután bevallotta, hogy kapcsolata volt két udvaronccal, Francis Derehammel és Thomas Culpeper (utóbbival már a királlyal kötött házassága alatt).[1]
- május 22. – III. Pál pápa Initio nostri huius pontificatus kezdetű bullájával zsinatot hív össze Trientbe, de ez a francia király és a német-római császár háborúja  miatt csak 1544-ben ül össze.[2]
- július 21. – III. Pál pápa  Licet ab initio kezdetű bullájával megalapítja a római inkvizíciót.[3]
- augusztus 26. – Francisco de Orellana spanyol kalandor eléri az Amazonas torkolatát.[4]
- szeptember 26. – Egy nemzetközi keresztény sereg Buda visszafoglalását próbálja meg a törököktől.
- október 9. – A keresztények csúfos kudarccal térnek vissza Buda alól.
- november 24. – V. Jakab skót király a skót–angol határ közelében, Solway Mossnál vereséget szenved VIII. Henrik angol király seregétől.[5]
- december 14. – Egy héttel leánya – Stuart Mária, a későbbi skót királynő – születése után az idegösszeomlásban szenvedő V. Jakab meghal.[5]

### Határozatlan dátumú események
- január – Fráter György megnyitja a marosvásárhelyi országgyűlést.[6]
- az év folyamán –
  - János Zsigmond udvarát Gyulafehérváron rendezik be.[7]
  - A lakosság tömegesen menekül el Szeged–Temesvár vidékéről.[7]
  - Török kézre kerül a szlavóniai Raholca és Darnóc.[8]
  - Elkezd őrölni a portugálok első cukormalma Pernambucóban.[9]
  - Spanyolországban I. Károly kiadja az indiánvédő „új törvényeket”, amelyeket a spanyolok által az őslakosok ellen elkövetett kegyetlenségek hatására hozott.[10]

## Születések
december 8. – I. (Stuart) Mária, Skócia királynője († 1587)

## Halálozások
- február 13. – Howard Katalin angol királyné, VIII. Henrik angol király 5. felesége (* 1521 körül)

## Európai időjárás
Hűvös, esős nyár Németországban, Svájcban, Csehországban, a szülő nem érett be.